# علم كردستان
علم كردستان (بالكردية: ئاڵای کوردستان - Ala Kurdistanê) يستخدمه الكرد في كل من العراق وإيران وإرمينيا وتركيا وسوريا كرمز لهم ولرغبتهم في الاستقلال. كما إنه العلم الرسمي لإقليم كردستان العراق، ويعد علم كردستان العراق العلم الوحيد في غرب آسيا الذي يستخدم ترتيباً مماثلاً لترتيب ألوان علم المجر.

خطوط علم كردستان

## الرمزية
السمة الرئيسية للعلم هي شعار الشمس الذهبي المتوهج في وسطها. يحتوي قرص الشمس الخاص بالعلم على 21 شعاعًا مساويًا من حيث الحجم والشكل، مع وجود أشعة فردية وحيدة في الأعلى، بالإضافة إلى الأشعة الثنائية في الأسفل. رقم 21 هو رقم تبجيلي، ويعد رقمًا مقدسًا في الديانة الكردية القديمة «الديانة الزرادشتية». كما أنه أيضًا الرقم 21 يرمز إلى يوم 21 آذار، وهو يوم عيد نوروز والذي يعتبر العيد القومي للكرد أو عيد رأس السنة الكردية.
رمزية الألوان هي:
| اللون  | المعنى |
| ------ | --- |
| الأحمر | يرمز إلى دماء الشهداء والنضال المستمر من أجل الحرية والكرامة.                                                   |
| الأخضر | يعبر عن جمال ومناظر كردستان، الحياة والحيوية.                                                                   |
| الأصفر | يمثل مصدر الحياة ونور الناس. والشمس هي رمز قديم، وأشعة الشمس الواحدة والعشرون تمثل 21 مارس، وهو يوم عيد نيوروز. |
| الأبيض | تمثيل السلام والمساواة.                                                                                         |

## التاريخ
ظهر العلم لأول مرة في بداية عقد العشرينيات حيث يعتقد أن أول من استعمله كان حزبا كرديا من إيران يطالب بحق تقرير المصير وكان اسم الحزب خويبون (Xoybûn) والتي تعني باللغة العربية «الاستقلال»  استعمل العلم فيما بعد في الثورات الكردية خصوصًا في ثورة أغري عام 1927 ثم في عام 1946 استعمل كعلم رسمي لجمهورية مهاباد الكردية في إيران والتي استمرت لأشهر قليلة. يحتوي العلم على ثلاث ألوان (الأحمر الذي يرمز إلى الفداء والدم الذي اعطاه في سبيل الحرية والاستقلال، والأخضر يرمز إلى طبيعة أرض كردستان الخضراء، والأبيض يرمز إلى السلام والامان) وهذه الألوان رتبت بصورة أفقية مع شعار في الوسط يرمز إلى الشمس أصفر اللون.

## التكيف الحديث مع معايير العلم الدولي
ظهر العلم في وسائل الإعلام الكردية خلال التسعينات مثل قناة (ميديا تي في) و (كردسات) و (كردستان تي في) والشركات التابعة لها التي تبث علمها بشكل متكرر في برامجها مما يسمح لها بأن تصبح رمزا للدولة الكردية. تم إعداد وثيقة تتناول التكيف مع معايير العلم الدولي للعلم الوطني لكردستان من قبل مهرداد إزادي وبيجهان إلياسي في عام 1998. اعتمد على الفور من قبل معهد العلم الدولي. في عام 1999، اعتمد برلمان الحكومة الإقليمية الكردية العلم الموحد ليكون العرض الرسمي والمعياري للعلم الوطني الكردي من جميع جوانبه.

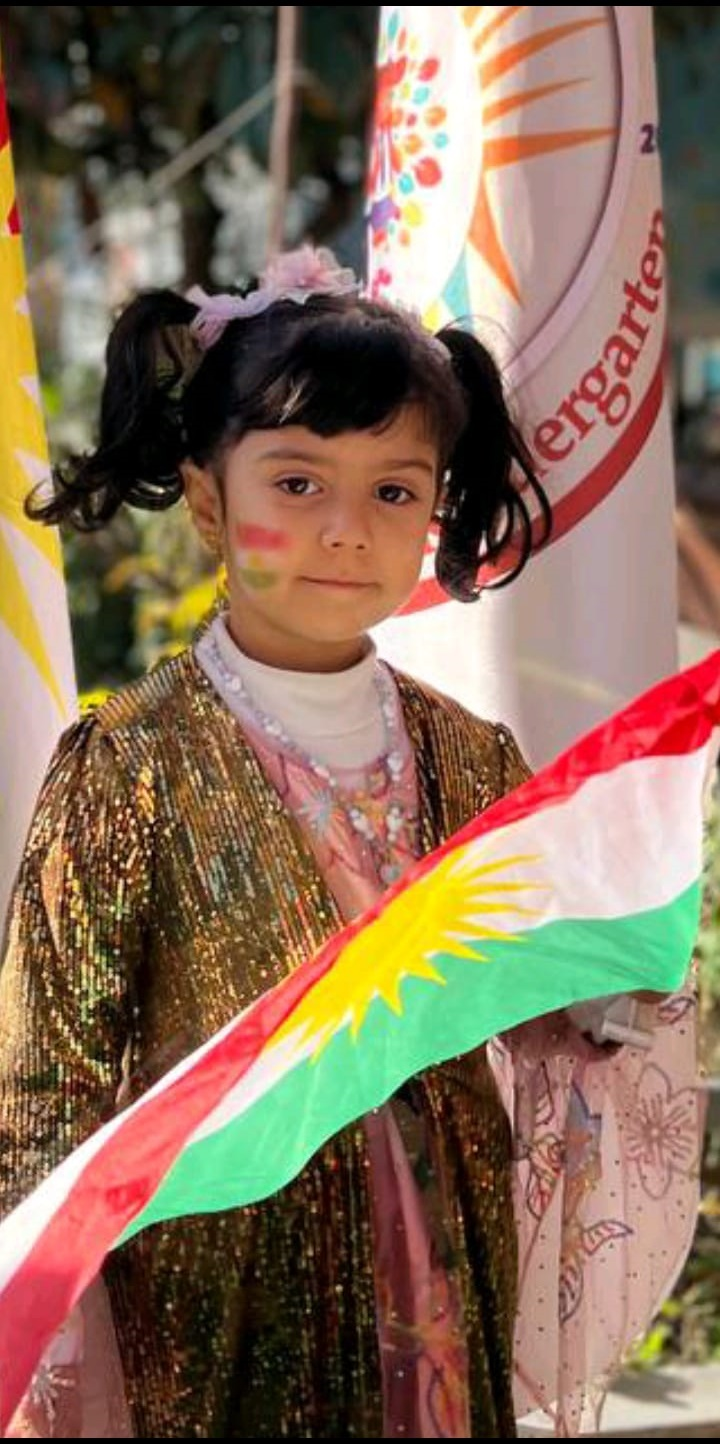

## يوم العلم الكردي
تم إعلانه من قبل برلمان إقليم كردستان العراق في عام 1999، ويتم الاحتفال بيوم العلم الكردي في 17 ديسمبر. الأنشطة التي يتم القيام بها في هذا اليوم تتكون من الرقص، الأكل، والاحتفال.

## أعلام استخدمها الكرد

أعلام كردية
علم الأيوبيين (1171–1260)
علم إمارة سوران (1816–1835),[24] 1816 - 1835
علم مملكة كردستان،[24] 1922 - 1924
علم جمهورية آرارات (1927–1930)
علم جمهورية مهاباد 1946–1947
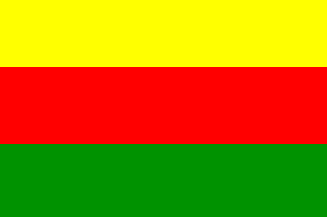
علم حركة المجتمع الديمقراطيTEV-DEM التي اعلنت الإدارة الذاتية الكوردية في غربي كوردستان , 2012
علم حركة المجتمع الديمقراطي KCKعلم حركة المجتمع الديمقراطي KCK
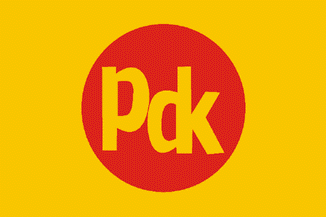
علم الحزب الديمقراطي الكوردستاني
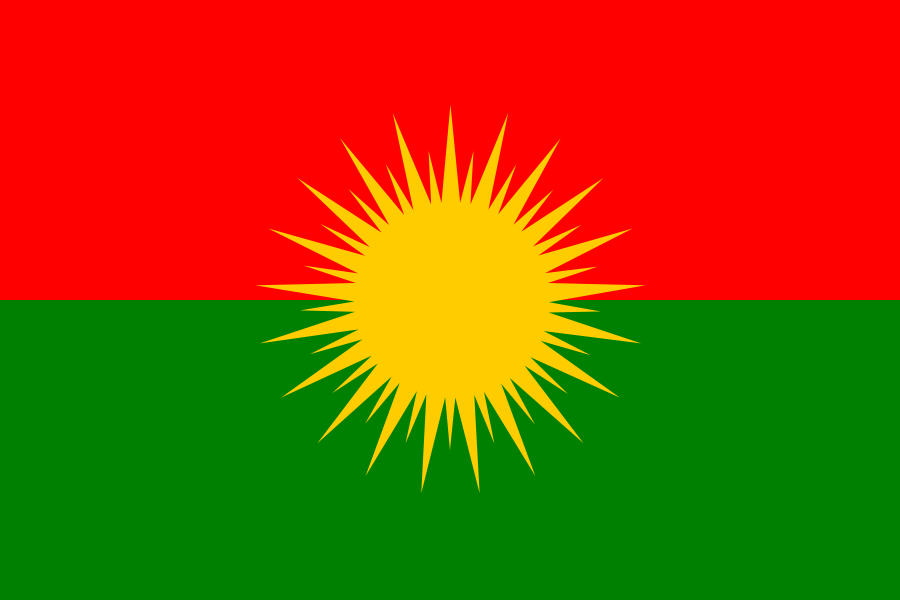
علم Kongra Gel (2003–2005)